# Krzysztof Blauth
Krzysztof Jerzy Blauth (ur. 14 czerwca 1930 we Lwowie, zm. 18 stycznia 1999 w Warszawie) – polski dziennikarz sportowy, reportażysta.

## Życiorys
Syn Janiny Opieńskiej-Blauth. Był absolwentem II Państwowego Gimnazjum i Liceum im. Jana Zamoyskiego w Lublinie (1948) oraz studiów I stopnia w Szkole Głównej Planowania i Statystyki w Warszawie (1952) i Wydziale Dziennikarskim Uniwersytetu Warszawskiego (1952, studia magisterskie ukończył w 1973). W latach 1952–1954 był współpracownikiem tygodnika Stolica, od 1954 był członkiem redakcji Sportowca, w tym w latach 1962–1969 kierownikiem działu krajowego, w latach 1969–1976 zastępcą redaktora naczelnego. Od 1976 do 1992 pracował w Przeglądzie Sportowym.
Trzykrotnie otrzymał Nagrodę Dziennikarską „Złotego Pióra” (1964, 1967, 1972), a w 1969 został nagrodzony „Wawrzynem Olimpijskim” za książkę Cena rekordu. Był odznaczony Srebrnym Krzyżem Zasługi (1969), Złotym Krzyżem Zasługi (1974).

## Książki
- Kamieniem z nieba (1958) – opracowanie wspomnień skoczka spadochronowego Józefa Wójcika
- Cena rekordu (1967)
- Rekordzista (1968)
- Bez trybun (1982)
- Laur i karabin (1989)